# 于振
于振（?—?），字鹤泉，号秋田，一號連漪，江南金壇（今江蘇）人。清朝政治人物、狀元。

## 生平
于振於康熙五十九年（1720年）中举人。雍正元年（1723年）雍正登极大典特设恩科，由吏部尚书朱轼、礼部尚书张廷玉任主考官，中会试榜，十月殿试中状元，授翰林院修撰。入值南书房。雍正三年（1725年）赐居澄怀园。雍正五年（1727年）出任湖广学政。因擅自增添学额两名，被贬为行人副司。
乾隆元年（1736年）特开博学鸿词科，于振考中一等第四名，授翰林院编修。乾隆三年（1738年）出任江西主考官。乾隆五年（1740年）转福建学政。于振與堂弟敏中皆為狀元，又工書法，包世臣在《艺舟双楫》列為上品。著有《清涟文钞》12卷，《南楼诗草》28卷。

## 家族
出身書香門第。父于天騏能詩文。次子雯峻，字次公，號小涪，官至雲南學政。